# Claudja Barry
Claudja Barry (1952) è una cantante giamaicana naturalizzata canadese tra le prime esponenti della musica disco insieme a Donna Summer, Grace Jones e Vicki Sue Robinson,.

## Biografia
Nata in Giamaica, da bambina si trasferì insieme alla famiglia in Canada. Debuttò il televisione a quindici anni, mentre a diciassette entrò a far parte del cast dei musical Hair e Catch My Soul, con i quali raggiunse l'Europa, dove avviò la sua carriera musicale. Ha esordito come corista per diversi artisti, tra cui Elton John, entrando a far parte della prima formazione dei Boney M con i quali incise il singolo Baby Do You Wanna Bump.
Ha lanciato la sua carriera da solista dopo aver incontrato a Monaco di Baviera il produttore Jürgen Korduletsch, divenendo così nota nella seconda metà degli anni settanta, mantenendo una buona popolarità fino alla metà degli anni ottanta.
Tra i suoi brani di successo vi sono Down and Counting e Boogie Woogie Dancin' Shoes.

## Discografia

### Album in studio
- 1977 – The Girl Most Likely (Lollipop) (ripubblicato nel 1978 con il titolo Claudja)(
- 1977 - Sweet Dynamite (Hot Productions)
- 1979 – I Wanna Be Loved By You (Hot Productions)
- 1979 - Boogie Woogie Dancin' Shoes (Chrysalis Records)
- 1980 – Feel the Fire (Hot Productions)
- 1981 – Made in Hong Kong (Hot Productions)
- 1987 – I, Claudja (Epic)
- 1995 - Disco 'Round the Christmas Tree (Critique Records)
- 2010 - Christmas Disco Party (Carinco Neue Medien)
- 2015 - Come On Standup (CD Baby/Paradax Records)

### Raccolte
- 1991 – The Best of Claudja Barry